# Polycrasta ocellata
Polycrasta ocellata là một loài bướm đêm trong họ Geometridae.